# Lauren Bacall
Lauren Bacall, ursprungligen Betty Joan Perske, född 16 september 1924 i Bronx i New York, död 12 augusti 2014 på Manhattan i New York, var en amerikansk film- och teaterskådespelare. Hon hade en lång skådespelarkarriär, som inleddes med roller inom film noir 1944 och fortsatte med både Broadwayroller och tv-filmer. Hon var mellan 1945 och 1957 gift med Humphrey Bogart.

## Biografi

### Bakgrund
Lauren Bacall föddes som enda barn till  Natalie (född Weinstein; 1901–1977), en sekreterare som senare ändrade sitt efternamn till Bacal, och William Perske (1889–1982). Båda föräldrarna var judiska; hennes mor kom från Iași i Rumänien och invandrade till USA 1903 tillsammans med sin far Max. Hennes far föddes i New Jersey, av föräldrar från Wołożyn i Polen (nuvarande Valozjyn i Belarus) och med släktnamnet Perski. På faderns sida var Lauren Bacall syssling till Israels president Shimon Peres.
Hennes föräldrar skildes när hon var sex år, och hon uppfostrades därefter av sin mor. Lauren Bacall gick tidigt i dansskola vid sidan om den ordinarie skolan. Hon ville som barn bli dansare, men fick smak för teatern via skoluppsättningar.
Efter high school valde hon att fortsätta satsa på teatern, genom studier på American Academy of Dramatic Arts. De studierna finansierades helt av hennes mor. Efter ett år där fick hon erbjudande att fortsätta studera, men hennes mor hade inte längre råd att betala för henne. Skolan delade endast ut stipendier till män och ville inte göra ett undantag för henne.

### Tidigt yrkesliv
Bacall tvingades därför tidigt ut i arbetslivet som skådespelare. Som ung skådespelare i New York satsade hon på en karriär på Broadway, gick på många provspelningar och fick ett par småroller. Det var dock inget hon kunde leva på, och därför arbetade hon också som visningsmodell på olika modehus. Vid den här tidpunkten hade hon också antagit sin mors efternamn och gick under namnet Betty Bacall. Det extra L-et var hennes idé att lite tydligare dölja sitt utländska och judiska ursprung, något som hade kunnat försvåra en kommande filmkarriär.
Som modell kom hon så småningom i kontakt med moderedaktören Diana Vreeland, som beställde foton för den kända tidningen Harper's Bazaar. Lauren hamnade på omslaget till tidningen, vilket ledde till ökad uppmärksamhet och flera erbjudanden för henne att komma till Hollywoods filmindustri.

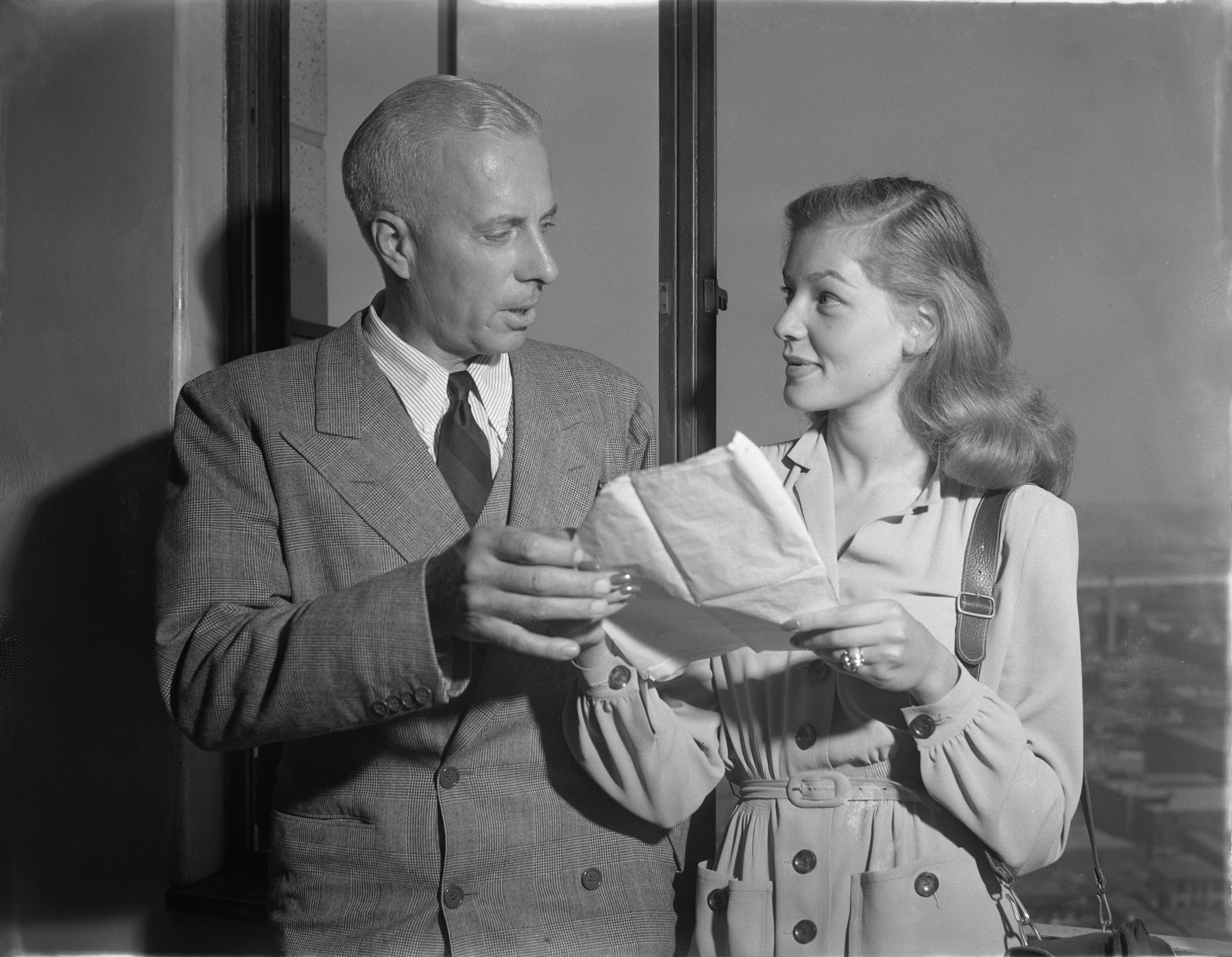
Bacall tillsammans med Howard Hawks, som regisserade hennes debutfilm Att ha och inte ha (1944).

Det erbjudandet som hon till slut antog kom från Howard Hawks, som bland annat arbetade för Warner Brothers. Han skapade en hel image åt Bacall, inklusive "The Look" – med nedåtvänt huvud och ögonen uppåt, vilket skulle antyda en ung men sexuellt erfaren kvinna. Hawks bytte också ut hennes förnamn Betty till Lauren; personer som stod henne nära kallade henne dock fortfarande för Betty.

### Karriär i Hollywood
Något år efter omslaget till Harper's Bazaar deltog Bacall i sin första filminspelning, Att ha och inte ha, i vilken hon spelar den unga sångerskan Marie "Slim" Browning. Hennes motskådespelare var Humphrey Bogart, och de två kom under arbetet med filmen att inleda en kärleksrelation. Bacall var vid det tillfället 19 år och Humphrey Bogart 45 år och den senare därtill mitt uppe i sitt tredje äktenskap. Kärlekshistorien var därför inget som varken hennes mor eller Howard Hawks accepterade, men "Bogie" och "Bacall" (som de kom att kallas) var djupt förälskade och lät sig inte hindras.

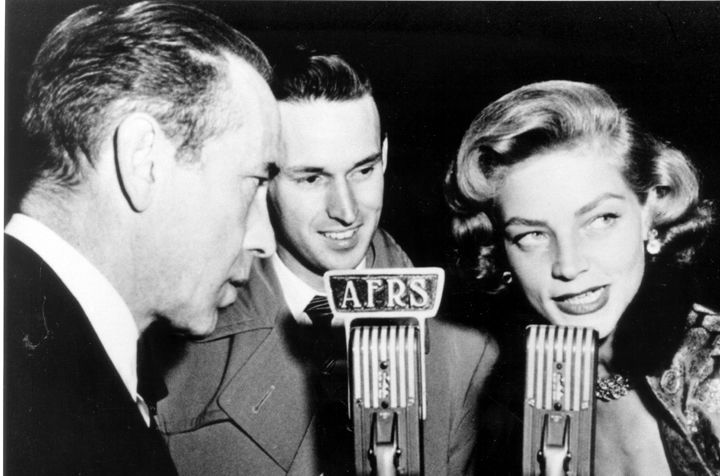
Humphrey Bogart och Lauren Bacall intervjuas.

De gifte sig så fort Humphrey Bogarts skilsmässa gått igenom 1945 och bosatte sig i Hollywood. Bogart fortsatte att arbeta regelbundet med skådespeleriet, men Bacall saktade ned sin skådespelarkarriär till förmån för sitt äktenskap och så småningom också för sina barn. Parets son Stephen H Bogart föddes 1949 och dottern Leslie Bogart 1952.
Bacall blev fortfarande erbjuden en del roller, och gjorde ett par filmer då och då. Detta inkluderade Hur man får en miljonär (How to Marry a Millionaire, 1953), hennes första komedi där hon bland annat spelade mot Marilyn Monroe. Men hennes äktenskap kom alltid i första hand. När Humphrey Bogart spelade in Afrikas drottning var hon till exempel med under inspelningen i Afrika.
Humphrey Bogart gick bort i strupcancer 1957, efter nästan ett års sjukdom. Det tog hårt på Bacall eftersom de levt lyckliga ihop och hon nu skulle lära sig att leva på egen hand. Bland annat inledde hon ett förhållande med Frank Sinatra.

### Senare karriär
Bacall fick fortfarande filmerbjudanden då och då, men inga fantastiska roller. Bland filmerna på 1960- och 1970-talet finns Harper, en kille på hugget (1966) mot Paul Newman och Mordet på Orientexpressen (1974). Därför valde hon att återigen flytta till New York och arbeta med teaterskådespeleri. Där träffade hon också sin näste man, Jason Robards. De gifte sig 4 juli 1961 och fick tillsammans sonen Sam Robards som nu också är skådespelare liksom sina föräldrar. Bacall och Robards skilde sig 1969.

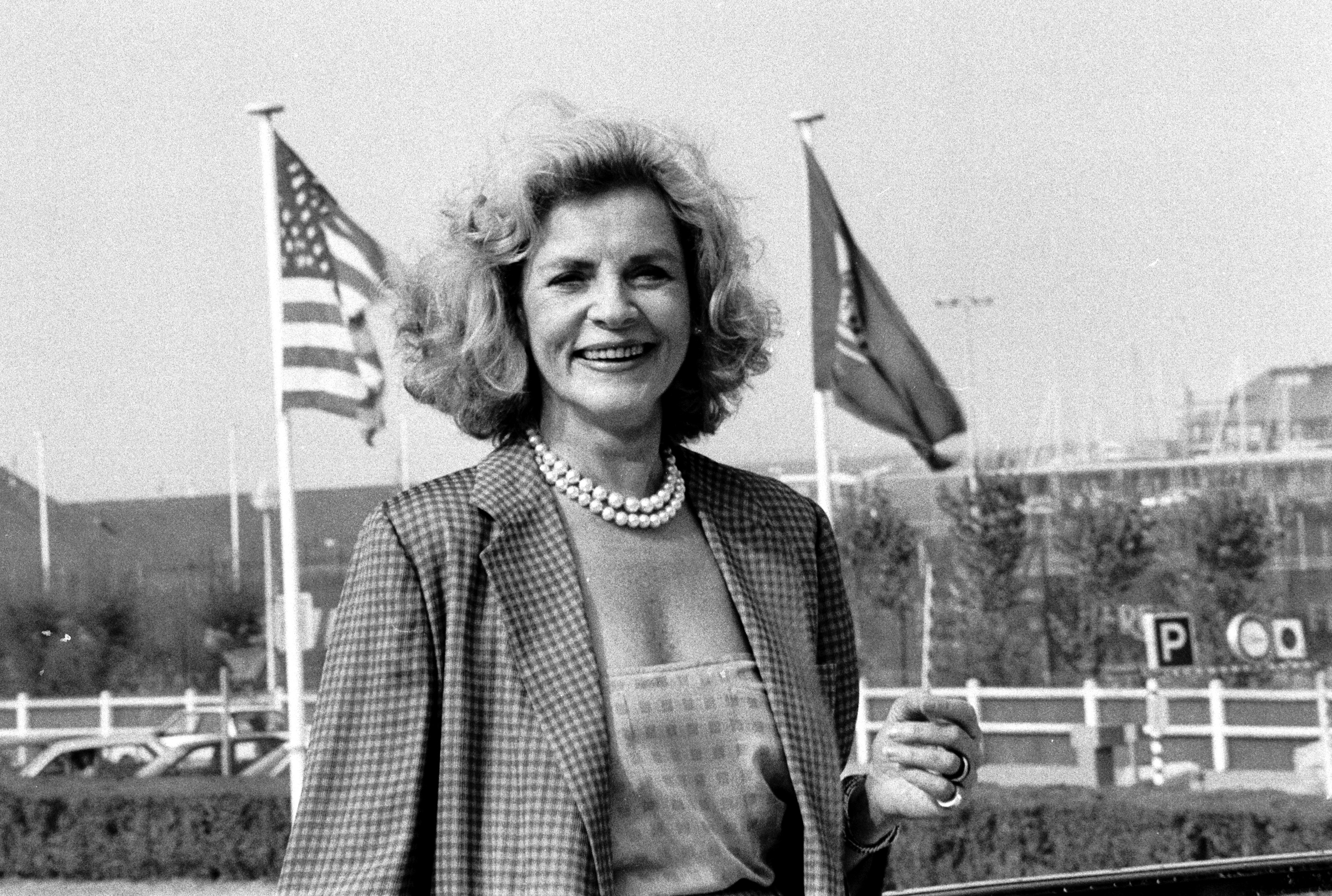
Bacall 1989.

På teaterscenen syntes Bacall bland annat i Cactus Flower, en stor succé som gick i tre års tid på Broadway. Sin största roll som teaterskådespelare fick Bacall i pjäsen Applause, en teaterbearbetning av filmen Allt om Eva som även gav Bacall en Tony Award. 1981 fick hon motta sin andra Tony, för Woman of the Year. I den uppsättningen syntes hon rollen som Katharine Hepburn spelade på vita duken.
Efter det varvade hon roller på scenen med film- och tv-inspelningar; och hon gjorde ett gästspel i TV-serien Chicago Hope. Hon hade en roll i Lars von Triers filmer Dogville 2003 och Manderlay 2005.
Bacall var länge en aktiv skådespelare och var senast 1997 nominerad till en Oscar (för Kärlekens båda ansikten). 2010 fick hon motta en heders-Oscar. Hennes självbiografi By Myself (1979) belönades med National Book Award.

### Sista tid och död
Lauren Bacall dog av ett slaganfall i sitt hem i Dakota Building på Manhattan i New York, den 12 augusti 2014. Hon är gravsatt på Forest Lawn Memorial Park i Glendale i Kalifornien.

## Privatliv och i kulturen
Asteroiden 5107 Laurenbacall är uppkallad efter henne.

## Verk

### Filmografi
- 1944 – Att ha och inte ha
- 1946 – Utpressning
- 1947 – Mörk passage
- 1948 – Stormvarning utfärdad
- 1950 – Ung man med trumpet
- 1950 – Brinnande guld
- 1953 – Hur man får en miljonär
- 1954 – Kvinnans värld
- 1955 – Spindelnätet
- 1955 – Det blodiga sundet
- 1956 – För alla vindar
- 1957 – Förlåt, vi är visst gifta
- 1958 – Kärlekens melodi
- 1959 – North West Frontier
- 1964 – Shock Treatment
- 1964 – Sex and the Single Girl
- 1966 – Harper - En kille på hugget
- 1974 – Mordet på Orientexpressen
- 1976 – Den siste gunfightern
- 1980 – Hälsan framför allt
- 1981 – The Fan
- 1988 – Döden till mötes
- 1988 – Mr. North
- 1989 – John Huston: The Man, the Movies, the Maverick
- 1989 – Tree of Hands
- 1990 – Lida
- 1991 – A Star for Two
- 1991 – Allt jag vill ha i julklapp
- 1993 – A Foreign Field
- 1994 – Prêt-à-Porter
- 1996 – Kärlekens båda ansikten
- 1996 – My Fellow Americans
- 1997 – Day and Night
- 1999 – Get Bruce (dokumentär)
- 1999 – Diamonds
- 1999 – The Venice Project
- 1999 – Presence of Mind
- 1999 – A Conversation with Gregory Peck (dokumentär)
- 2003 – The Limit
- 2003 – Dogville
- 2004 – Det levande slottet (röst i den engelska versionen)
- 2004 – Birth
- 2005 – Firedog (röst)
- 2005 – Manderlay
- 2006 – These Foolish Things
- 2007 – The Walker
- 2010 – Wide Blue Yonder
- 2012 – The Forger